# Fanny Edelman
Fanny Jabcovsky, hay còn gọi là Fanny Edelman (27 tháng 2 năm 1911 – 1 tháng 11 năm 2011) là một chính trị gia người Argentina, là một phần của Lữ đoàn Quốc tế để bảo vệ Đệ nhị Cộng hòa Tây Ban Nha. Bà là chủ tịch danh dự của Đảng Cộng sản Argentina cho đến ngày bà qua đời.

## Tiểu sử
Fanny Jabcovsky được sinh ra ở Córdoba từ một người cha Rumani và một người mẹ Nga, người đã bỏ trốn khỏi những kẻ chống đối Do Thái trong Đế quốc Nga. Gia đình bà chuyển đến Buenos Aires khi cô 13 tuổi. Bà làm việc trong ngành công nghiệp dệt và là một giáo viên dạy nhạc.
 Năm 1934, bị đẩy lùi bởi sự gian lận bầu cử của Tướng José Félix Uriburu, bà gia nhập Tổ chức Cứu trợ Quốc tế (Đảng Cộng sản).
Năm 1936, bà kết hôn với nhà báo và nhà hoạt động xã hội Bernardo Edelman, và cùng nhau họ được Đảng Cộng sản huy động vào năm 1937 để tham gia vào cuộc kháng chiến của đảng Cộng hòa tại Valencia. Đây là lúc bà nhận tên chồng và trở thành Fanny Edelman. Bernardo đã báo cáo cho báo Nueva España, trong khi bà đại diện cho quyền lợi của Viện trợ quốc tế như cung cấp tài liệu cho các chiến sĩ Cộng sản.
 Cô trở nên nổi tiếng trong cuộc đấu tranh Tây Ban Nha, và trở về Argentina năm 1937. Là một nhà lãnh đạo Cộng sản, cô ủng hộ tất cả các trận chiến quốc tế do Đảng lãnh đạo. Năm 1947, bà làm việc cho việc thành lập Hội Liên hiệp Phụ nữ Argentina. Năm 1972, bà trở thành người đứng đầu Liên đoàn Dân chủ Quốc tế của Phụ nữ.
Fanny Edelman qua đời vào ngày 1 tháng 11 năm 2011. Bà có một con gái, Lucy Edelman.

## Danh dự
- : Huân chương José Martí, Tháng 3 năm 2011.